# 宮交シティ
宮交シティ（みやこうシティ、英: Miyako City）は、宮崎県宮崎市大淀四丁目（大淀地域自治区）にある宮崎市内外の交通拠点であり年間約800万人以上が往来するバスターミナル「宮交シティバスセンター」を内包する複合型ショッピングセンターとその運営会社（株式会社宮交シティ）である。
宮交シティとイオン九州が運営する「イオン南宮崎店」（旧・ダイエー宮崎店）と施設を二分する形で構成される。両社で建物と土地を区分所有しており、建物全体の延床面積は約49,000平方メートル、年間来客数は約600万人、年間施設全体売上高は約130億円となっている。
宮崎交通由来の「宮交」を冠するが、運営会社はいちご株式会社の傘下にある。

## 概要

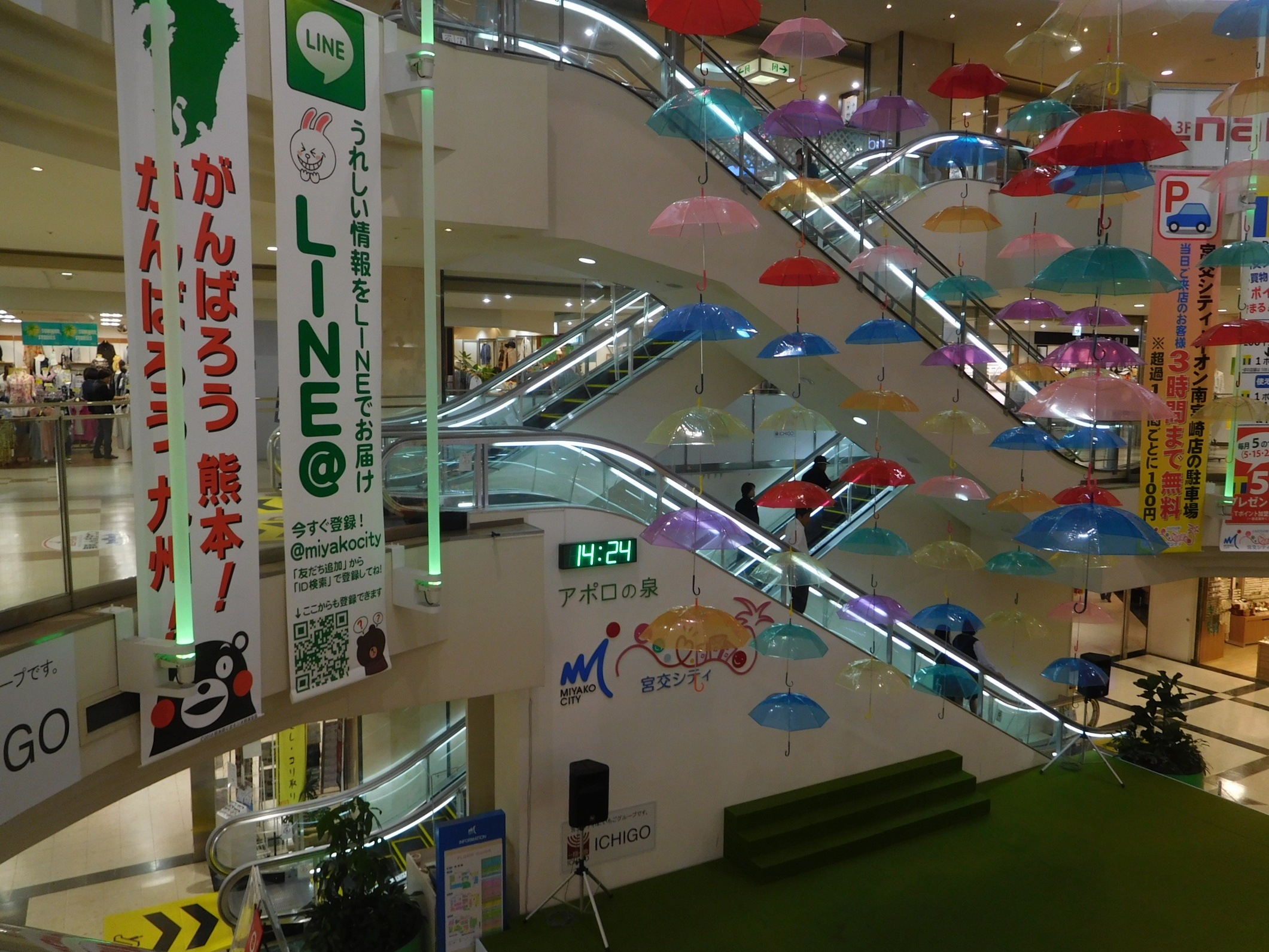
アポロの泉

宮崎県最大手のバス会社、宮崎交通（宮交）が経営の多角化の一環として設置したバスターミナル併設型ショッピングセンターである。のちに宮交が子会社化し、その関連企業となったが、宮交が産業再生機構の支援下で経営再建に入った際、2006年1月31日までに保有する全株式（100%）をいちご株式会社に売却したため、前述のとおり、現在では両社の間に資本関係はない。一方、当施設に内包するバスターミナル「宮交シティバスセンター」は依然として宮崎交通路線バス網の中心拠点であり、県内ではブランドが定着しているためか「宮交」の名称を引き続き使用している。
宮崎市街地の中心・繁華街とは大淀川を挟んだ南方に位置し、徒歩圏内に九州旅客鉄道（JR九州）の南宮崎駅がある。
宮交シティは、Jリーグ所属サッカークラブのテゲバジャーロ宮崎、及びホームスタジアムであるいちご宮崎新富サッカー場の指定管理者である、株式会社ライチパークの親会社を務める。また、施設内には同チームのクラブハウスが開設されている。
ガリバー広場にある「ガリバー旅行記」の壁画は1977年から4年の歳月を掛けて当時宮崎交通の社員だった仲矢勝好が描いた。

## 沿革

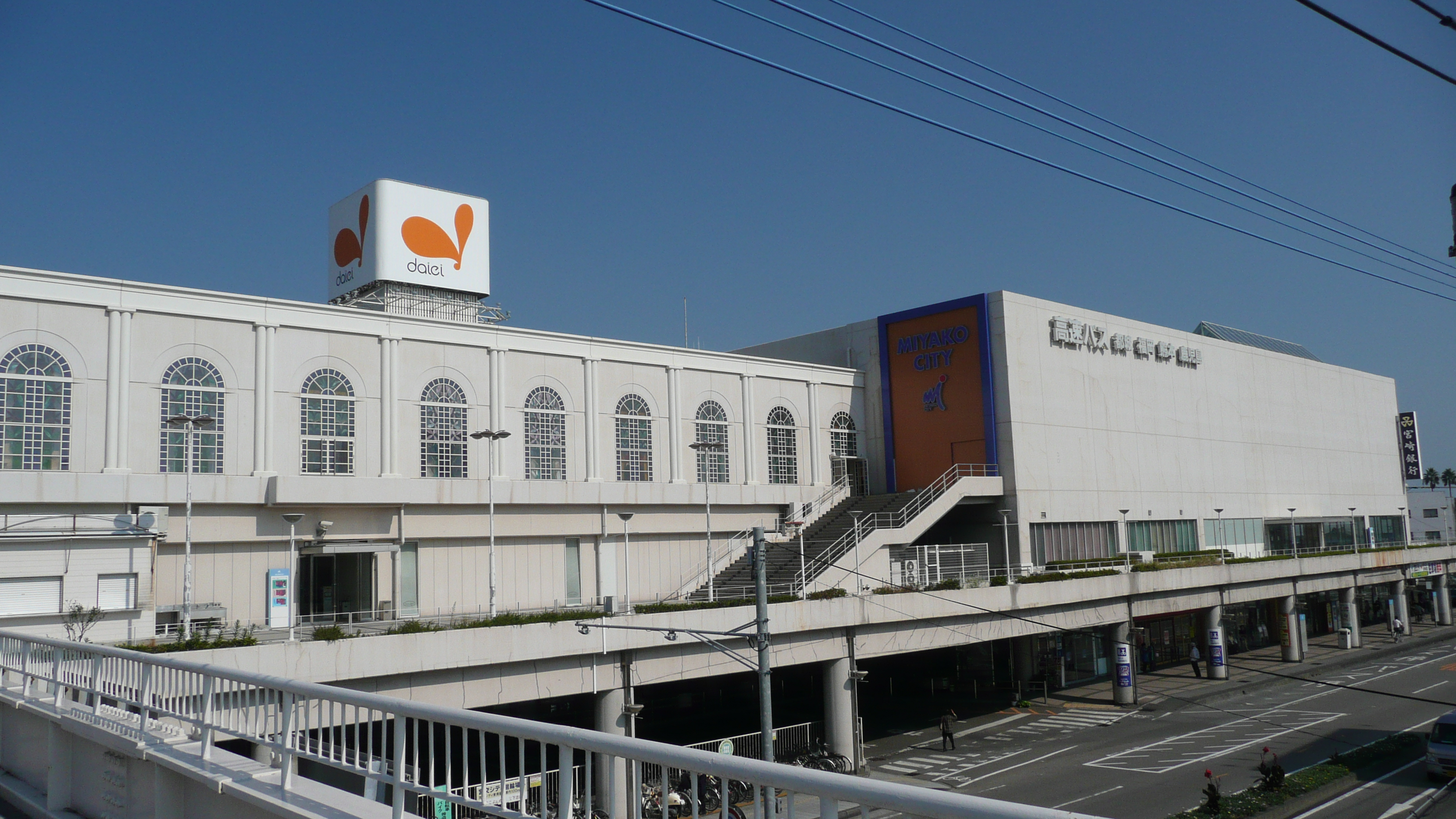
宮交シティ（2007年）

### 宮交直営SCとして開業
- 1973年11月23日 - 県内初の大型店としてダイエーと専門店76店により開業
- 1982年8月10日 - 現法人設立（宮崎交通の100%子会社）
- 1996年11月23日 - リニューアルオープン
- 2005年1月18日 - 100%親会社、宮崎交通に対する産業再生機構の支援が決定

### ブランド継承し独立
- 2006年1月31日 - 宮崎交通が保有する全株式をいちご株式会社に売却し、独立。
- 2015年9月1日 - ダイエーの運営がイオン九州に引き継がれ、イオンとなり、ダイエー宮崎店はイオン南宮崎店に名称変更。
- 2019年5月30日 - 運営会社（株式会社宮交シティ）がコミュニティFM局「宮崎サンシャインエフエム」の全株式を取得
- 2023年
  - 11月23日 - オープンから50周年を迎えた。
  - 12月15日 - スポンサーを務めていたテゲバジャーロ宮崎の経営権を株式会社エモテントから譲渡され、株式会社テゲバジャーロ宮崎の主要株主となった。また、同日付でホームスタジアムの指定管理を行う、株式会社ライチパークの株式も取得した。
- 2024年10月 - テゲバジャーロ宮崎のクラブハウスを開設[3]。

## イオン南宮崎店
イオン南宮崎店（イオンみなみみやざきてん）は、宮交シティの商業施設エリアの核店舗である。

### フロア概要
| 階 | イオン南宮崎店                                               | 宮交シティ |
| -- | ------------------------------------------------------------ | ---------- |
| 3F | 宮交シティ専門店                                             | 専門店     |
| 2F | インナー&カジュアル（iC）・宮交シティ専門店                  | 専門店     |
| 1F | 食料品・日用消耗品・化粧品・医薬品・ペット用品・フードコート | 専門店     |

## 主なテナント
- イオン南宮崎店（総合スーパー・核店舗）
- ミスタードーナツ（飲食）
- ABCマート（靴）
- エステール（宝石）
- セリア（100円ショップ）
- ナムコ（ゲームセンター）
- カルディコーヒーファーム（輸入食材）
- Zoff（メガネ）
- パワーハウスジム（ジム）
- TSUTAYAブックストア（本・雑貨）
- スターバックスコーヒー（飲食）
- 夢ほけん　ダック（保険代理店）
- みやざきサンクスマーケット
- テゲバジャーロ宮崎オフィシャルショップ（スポーツチーム）
- テゲバジャーロ宮崎クラブハウス

## 宮交シティバスセンター
宮崎市内外の近・中・長距離の路線バスが多数発着し、18の乗り場・降車場がある宮崎県最大のバスターミナルである。設立の経緯と宮崎県の路線バス事情から、ごく一部を除き宮崎交通との共同運行会社が使用する。
バス停留所名は「宮交シティ」であり、宮崎交通と宮交シティでは、宮崎交通が営業する乗車券発売所のみ「バスセンター」と呼ぶことが多い。当項ではバスターミナル全般について記載する。
JR・南宮崎駅の駅前地域に立地しているが、JRは長らく宮交の競合相手であるため「南宮崎駅前」という呼称は副停留所名や行き先名称としても採用しておらず、「宮交シティ」としてブランディングを行ってきた。その結果、宮交シティそのものがランドマーク化し、駅名「南宮崎」は当店や当停留所の俗称にすらなっていない。なお、「南宮崎駅前通」、「南宮崎駅前」の両停留所は当停留所とは別の場所にある。

### 発着路線
特記のない物はすべて宮崎交通の路線。長距離路線は都市名を記載する。
高速バス（長距離）（ ）内は共同運行会社 【 】内は単独運行会社
- 宮崎 - 福岡「フェニックス号」（西日本鉄道・九州産交バス・JR九州バス）
- 宮崎 - 長崎「ブルーロマン号」（長崎県営バス）
- 宮崎 - 熊本「なんぷう号」（九州産交バス）
- 宮崎 - 新八代「B&Sみやざき号」（JR九州バス・産交バス）
- 宮崎 - 鹿児島空港「マンゴーライナー[5]」

高速バス・特急
- 宮崎空港・宮交シティ - 西都（高速道経由）
- 宮崎駅前BC・宮交シティ - 宮崎空港 - 都城（空港リムジン）
- 宮崎空港・宮交シティ - 小林バスセンター - えびの高原「りんどう号」（期間限定運行）

郊外線〔 〕内は行先番号
【佐土原・高鍋方面】
- 〔103〕橘通・花ヶ島経由 佐土原高校ゆき
- 〔104〕宮崎駅・花ヶ島経由 光陽台ゆき
- 〔105〕橘通・花ヶ島経由 高鍋バスセンターゆき
- 〔106〕日向新富駅・高鍋経由 木城温泉館湯ららゆき
- 〔111〕花ヶ島・芳士祝田経由 日大高校前ゆき

【西佐土原・西都方面】
- 〔200〕花ヶ島・佐土原小前経由 西都バスセンターゆき
- 〔202〕花ヶ島・西都経由 妻高校ゆき

【木脇・国富方面】
- 〔304〕宮崎神宮・国富経由 綾ゆき
- 〔305〕国富・綾経由 酒泉の杜ゆき

【県病院・高岡方面】
- 〔470〕高岡・野尻経由 小林駅ゆき

【加納・清武方面】
- 〔550〕正手・合又経由 田野運動公園ゆき
- 〔551〕正手・田野経由 七野ゆき
- 〔552〕正手・田野経由 青井岳温泉ゆき

【都城方面】
- 〔600〕宮崎空港・高速道経由 西都城駅ゆき
- 〔610〕宮崎空港不寄り 西都城駅ゆき

【中野方面】
- 〔750〕追分・中野経由 宮崎学園短期大学ゆき
- 〔751〕中野・短大経由 上丸目ゆき
- 〔752〕中野・短大経由 尾平ゆき

【宮崎大学方面】
- 〔811〕木花・宮崎大学経由 大学病院前ゆき
- 〔820〕農高前・赤江山崎経由 宮崎県立看護大学ゆき
- 〔822〕まなび野・大学病院前経由 宮崎大学ゆき
- 〔832〕清武・大学病院前経由 宮崎大学ゆき
- 〔833〕清武・大学病院前経由 宮崎大学・ﾀｳﾝｾﾝﾀ-ゆき
- 〔834〕清武・宮崎大学経由 木花ゆき
- 〔835〕清武・熊野経由 宮崎大学ゆき
- 〔836〕清武・宮崎大学経由 木花駅西口ゆき

【青島方面】
- 〔911〕青島・折生迫経由 白浜入口ゆき
- 〔920〕東宮団地・運動公園前経由 青島ゆき
- 〔921〕東宮団地・青島経由 白浜入口ゆき
- 〔930〕木花台・運動公園前経由 青島ゆき
- 〔931〕木花台・青島経由 白浜入口ゆき
- 〔953〕自然休養村センター経由 青島サンクマールゆき
- 〔965〕宮崎空港・青島経由 日南・飫肥ゆき
- 〔970〕南バイパス・まなび野経由 東宮団地入口ゆき

市内線〔 〕内は行先番号
【橘通・宮崎駅方面】
- 〔番号無〕橘通経由 宮崎駅ゆき
- 〔番号無〕大淀大橋・児童公園前経由 宮崎駅ゆき
- 〔１〕橘通経由 宮崎神宮ゆき
- 〔８〕橘通経由 平和台ゆき
- 〔10〕大淀大橋・宮崎駅・波島経由 雁ヶ音団地ゆき
- 〔13〕大淀大橋・宮崎駅・波島経由 市民の森ゆき
- 〔15〕大淀大橋・江田原経由 イオンモール宮崎ゆき
- 〔15-1〕橘通・江田原経由 市民の森ゆき
- 〔16〕大淀大橋・宮崎駅・波島経由 シーガイアゆき
- 〔17〕宮崎駅・権現町経由 宮崎運転免許センターゆき
- 〔18〕宮崎駅・青葉通経由 シーガイア・フローランテ宮崎ゆき
- 〔18-1〕宮崎駅・青葉通経由 シーガイアゆき
- 〔19〕大淀大橋・宮崎駅・波島経由 フェニックス自然動物園ゆき
- 〔20〕橘通・宮崎神宮経由 平和が丘団地ゆき
- 〔21〕橘通・宮崎神宮経由 宮崎北高校ゆき
- 〔22〕宮崎神宮・平和が丘経由 古賀総合病院ゆき
- 〔25〕宮崎神宮・古賀病院経由 井上ゆき

【橘通・県病院方面】
- 〔30〕県病院前経由 小松台・悠楽園ゆき
- 〔31〕県病院前・記念病院経由 有田・宮ノ下ゆき
- 〔32〕県病院前経由 記念病院ゆき
- 〔33〕記念病院経由 生目の杜運動公園ゆき
- 〔34〕県病院前・小松台経由 富吉車庫ゆき
- 〔46〕県病院前・大塚台経由 生目神社・富吉車庫ゆき
- 〔47〕県病院前・大塚台経由 生目台ゆき
- 〔47-1〕宮崎駅・大塚台経由 生目台ゆき
- 〔48〕太田町・県病院前経由 大塚台・生目神社ゆき
- 〔48-1〕太田町・宮崎駅経由 大塚台・生目神社ゆき

【京塚町・市民文化ホール方面】
- 〔49〕市民文化ホール経由 宮崎西高校ゆき
- 〔50〕市民文化ホール経由 薫る坂ゆき

【中恒久方面】
- 〔60〕月見ヶ丘ゆき
- 〔61〕月見ヶ丘1丁目経由 あさひヶ丘ゆき
- 〔62〕吉永センター入口経由 ニトリモール宮崎ゆき
- 〔63〕福祉センター経由 ニトリモール宮崎ゆき
- 〔65〕農高前経由 西希望ヶ丘ゆき
- 〔66〕南辻原経由 国富ヶ丘団地ゆき
- 〔67〕農高前経由 国立病院機構宮崎東病院ゆき

【その他】
- 〔70〕東大淀1丁目経由 飛江田団地ゆき
- 〔番号無〕橘通・宮崎駅経由 宮崎港ゆき
- 〔番号無〕南バイパス・山崎台経由 宮崎空港ゆき

### 構造

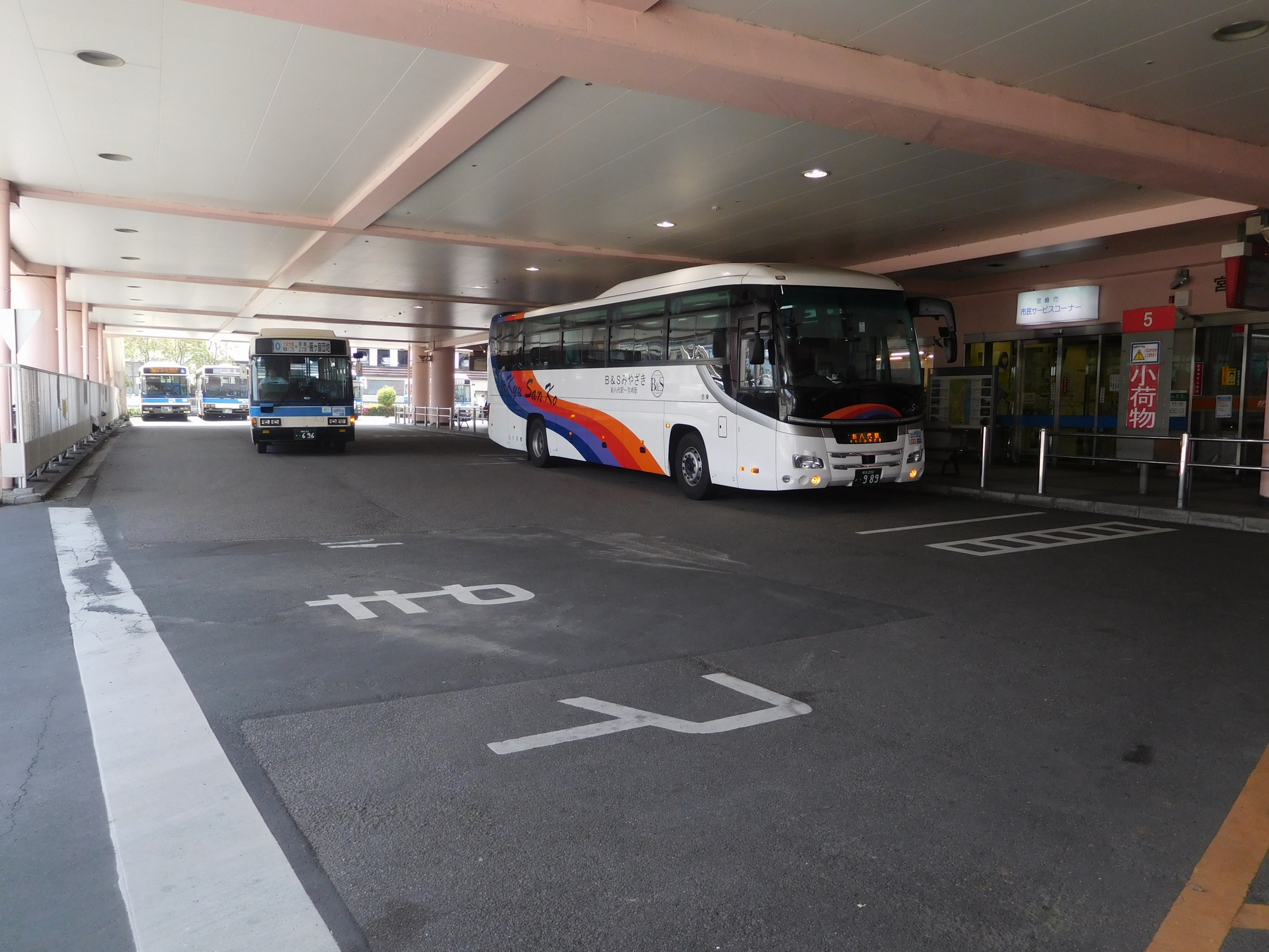
5 - 7番のりば（高速バス発着場）

バスのりば
- 1番のりば
【市内・西部方面、橘橋経由】
平和台、記念病院・小松台（悠楽園）、大塚台、宮崎西高校、生目台西３丁目、生目神社（宮崎駅経由便あり）、高岡、野尻・小林駅、西都バスセンター（高速道路経由）
- 2番のりば
【市内・北部方面、橘橋経由】
宮崎駅、宮崎港、一ツ葉試験場（権現町経由）、シーガイア（青葉町経由）、光陽台・佐土原、高鍋、木城、西都バスセンター
- 3番のりば
酒泉の杜、綾、国富、法ケ岳、馬渡、宮崎神宮、平和が丘団地、古賀病院、北高校、井上
- 4番のりば
【大淀大橋・たまゆらの湯経由】
宮崎駅、イオン宮崎ショッピングセンター、シーガイア（波島経由）、フェニックス動物園、江田神社
雁ケ音団地（宮崎駅・波島2丁目経由）
【城ヶ崎経由】
飛江田団地
【江南・市民文化ホール経由】
福祉文化公園・薫る坂
- 5番のりば
【高速バス】
熊本（なんぷう号）、新八代（B&Sみやざき号）
- 6番のりば
【高速バス】
福岡（フェニックス号）
- 7番のりば
【高速バス・定期観光バス】
長崎（ブルーロマン号）、定期観光バス
- 8番のりば〜15番のりば
【到着ホーム】
- 16番のりば
【郊外線】
月見ケ丘、国立東病院、西希望ケ丘、都城（西都城）、宮崎空港、日南・飫肥城下町・油津・あさひヶ丘、国富ヶ丘
- 17番のりば・18番のりば
【郊外線】
青島、折生迫（白浜入口）、青島サンクマール、宮崎大学・大学病院、看護大学、田野、七野、青井岳温泉、宮崎学園女子短大、上丸目、尾平

## 営業時間
年中無休
- 専門店街 10:00 - 20:00
- 飲食店街 10:00 - 21:00
- 宮崎交通バスセンターの定期券発売窓口 9:00 - 18:00

## 応援大使
- 柏木由紀（2018年6月 - ）

## 周辺
- 南宮崎駅（JR九州）
- 洋服の青山宮崎恒久店
- ラウンドワンスタジアム宮崎店
- エディオン宮崎本店
- イエローハット南宮崎店